# Dragon Spirit: The New Legend
Dragon Spirit: The New Legend, connu au Japon sous le nom Dragon Spirit: Aratanaru Densetsu (ドラゴンスピリット 新たなる伝説), est un jeu d'action Shoot them up en 2D à défilement vertical développé par Namco et édité sur Amiga, Amstrad CPC, Arcade, Atari ST, Commodore 64, DOS, Sharp X68000, TurboGrafx-16, Wii, ZX Spectrum et NES.. Il s'agit de la suite du jeu Dragon Spirit sorti sur Arcade.

## Synopsis
Alors que le royaume imaginaire d'Olympia connait une période d'opulence, le terrible combat entre le roi Amru et le démon Zawel semble déjà faire partie du passé. Le roi Amru et la Reine Alicia, ont des jumeaux- Lace et Iris. C'est alors que Galda et son armée, qui a ressuscité le démon Zawel, se jette sur le royaume et kidnappe la Princesse Iris et ses 6 servantes pour un sacrifice. Alors que le roi Amru est sur son lit de mort, il révèle à son fils, le Prince Lace, le secret de l'épée magique Arlia qui peut le transformer Dragon Bleu afin vaincre Galda.

## Système de jeu
Le jeu est composé de 9 niveaux. Le jeu consiste en 2 modes de difficulties. Celui-ci est établi de manière originale à la suite d'un prologue du jeu qui met en scène le combat le roi Amru (le joueur) et Zawel. Si Zawel gagne, le jeu se poursuit en mode normal (Gold). Si le Roi Amru est vainqueur, le jeu se poursuit en mode difficile (Blue).
Le Prince Lace en forme Dragon a deux sortes de projectiles enflammés, il change aussi de couleur en fonction de ses pouvoirs. Au cours des 6 premiers niveaux, les servantes de la Princesse Iris sont libérer une à une.